# Lophochorista porioni
Lophochorista porioni är en fjärilsart som beskrevs av Claude Herbulot 1988. Lophochorista porioni ingår i släktet Lophochorista och familjen mätare. Inga underarter finns listade i Catalogue of Life.